# 伊朗最高领袖
伊朗最高领袖，全称伊朗伊斯兰共和国領導人（羅馬化：Rahbar-e Jomhuri-ye Eslâmi-ye Irân），又称伊斯兰革命领袖（رهبر معظم انقلاب اسلامی）、最高精神领袖（مقام معظم رهبری），是伊朗伊斯兰共和国的最高领导人和军事统帅，地位和权力凌驾于直接选举产生的伊朗总统之上，并终身任职。在神权政治主导的伊朗，根据《伊朗伊斯兰共和国宪法》，最高领袖是这个伊斯兰共和国在宗教上及政治上的最高权威，还是伊朗军事力量和警察的最高指挥官，他有权制定伊朗伊斯兰共和国的总体内外政策，并决定总统候选人资格。伊朗最高领袖由一个88名伊斯蘭教神職人員組成的专家会议按照憲法選舉、監督乃至罢免，其候选人资格则由现任伊朗最高领袖任命的宪法监护委员会予以审查。

## 產生過程

### 宪法规定
伊朗伊斯兰共和国的政治体制是根据何梅尼“教法学家统治”理论构建的，其特色是包括最高领袖职位在内的一系列独特的伊斯兰神权制度。“伊朗最高领袖”（رهبر معظم ایران, Rahbar-e Moazam-e Irân）在伊朗宪法中的正式称呼是“伊朗领导人”（رهبر ایران, Rahbar-e Irân）。宪法规定，领袖由1名伊斯兰教什叶派教法学家担任，领导国家的立法、行政和司法三个权力部门，事实上行使国家的最高权力。根据宪法的明文规定，伊朗伊斯兰共和国总统的位置在最高领袖之下，但正式的外交场合总统作为国家元首，对外代表伊朗。因为伊朗实行总统内阁制，所以总统也是其政府首脑。

### 产生派别
最高领袖只能从什叶派教法学家中产生，即必须是专职宗教学者；伊朗的第一任最高领袖是何梅尼，此后的领袖由“专家委员会”选举产生，任期终身，除非辞职或被罢免。现任最高领袖是哈米尼。

### 领袖权力
最高领袖拥有广泛的权力，职权包括制定国家大政方针并监督其执行，担任武装部队统帅，宣布战争、和平和总动员令，下达全民公决令，可任命或罢免总参谋长、伊斯兰革命卫队总司令、广播电视局局长和司法总监等官员，总统经选举产生后必须经领袖批准方可生效，领袖可根据议会或最高法院的裁决罢免总统。而总统则主要是行政部门的首长，向人民、最高领袖和议会负责，如辞职则需向领袖递交辞呈。

## 历任最高领袖
| # | 姓名                 | 肖像 | 出生日期      | 逝世日期     | 就职日期      | 离职日期     | 政党                                 |
| - | -------------------- | ---- | ------------- | ------------ | ------------- | ------------ | ------------------------------------ |
| 1 | 鲁霍拉·穆萨维·霍梅尼 |      | 1902年9月22日 | 1989年6月3日 | 1979年12月3日 | 1989年6月3日 | 无党籍                               |
| 2 | 阿里·哈梅内伊        |      | 1939年7月17日 |              | 1989年6月4日  |              | 伊斯蘭共和黨 ↓ 战斗教士联盟 ↓ 無黨籍 |